# Liste der Innenminister San Marinos
Diese Liste gibt einen Überblick über die Innenminister San Marinos.
Das Innenministerium ist eines der zehn 2005 gesetzlich festgelegten Ressorts (Dicasteri). Der Amtsinhaber führt die Bezeichnung Segretario di Stato per gli Affari Interni. Im Gegensatz zu den meisten Ressorts, die sich erst nach dem Zweiten Weltkrieg ausbildeten, existiert das Amt des Innenministers seit 1860. Bis 1969 war der Amtsinhaber auch für den Bereich Finanzen zuständig und führte den Titel  Segretario di Stato per gli Affari Interni e Finanze.

## Liste der Minister seit 1860
| Name                      | Partei     | Amtsbeginn                | Amtsende                    | Kommentar |
| ------------------------- | ---------- | ------------------------- | --------------------------- | --- |
| Innocenzo Bonelli         |            | 18. Juni 1860             | 24. Mai 1875                | |
| Giuliano Belluzzi         |            | 24. Mai 1875              | 12. August 1905             | |
| Gemino Gozi               |            | 12. August 1905           | 20. Februar 1909            | |
| Onofrio Fattori           |            | 20. Februar 1909          | 06. November 1909           | kommissarisch |
| Giuseppe Forcellini       |            | 06. November 1909         | Ende 1922 / 13. August 1923 | 1911 auf Lebenszeit gewählt, Ende 1922 des Amtes enthoben, 13. August 1923 abgesetzt |
| Giuliano Gozi             | PFS        | Ende 1922 / 13. Juni 1925 | 28. Juli 1943               | seit 1918 Außenminister; seit Ende 1922 kommissarisch Segretario agli Interni; 13. Juni 1925 Segretario agli Interni ad interim |
| Giuseppe Forcellini       | CdL        | 31. Juli 1943             | 03. Juli 1951               | |
| Federico Bigi             | APS        | 03. Juli 1951             | 25. September 1951          | kommissarisch |
| Giuseppe Forcellini       | PSS        | 25. September 1951        | 25. Oktober 1955            | + Dicasterio per le Finanze |
| Domenico Morganti         | PCS        | 25. Oktober 1955          | 14. Oktober 1957            | + Dicasterio per le Finanze |
| Giuseppe Forcellini       | PSS        | 23. Oktober 1957          | 29. September 1959          | + Dicasterio per le Finanze |
| Marino Waldes Franciosi   | PSDIS      | 29. September 1959        | 06. Dezember 1960           | + Dicasterio per le Finanze |
| Gian Luigi Berti          | PDCS       | 16. Dezember 1960         | 27. Dezember 1968           | + Dicasterio per le Finanze (1960–1966) + Dicasteri per il Commercio e l’Artigianato (1966–1968) |
| Luigi Lonfernini          | PDCS       | 01. Januar 1969           | 06. November 1969           | + Dicasterio per il Commercio e l’Artigianato |
| Emilio Della Balda        | PSDIS      | 06. November 1969         | 27. März 1973               | + Dicasterio per la Programmazione |
| Giuseppe Lonfernini       | PDCS       | 27. März 1973             | 11. März 1976               | |
| Clara Boscaglia           | PDCS       | 11. März 1976             | 17. Juli 1978               | + Dicasterio per la Giustizia |
| Alvaro Selva              | PCS        | 17. Juli 1978             | 19. März 1992               | + Dicasterio per i Rapporti con le Giunte di Castello (1978–1983) + Dicasterio per la Protezione Civile (1986–1988) + Dicasteri per la Protezione Civile e la Giustizia (1988–1991) + Dicasterio per la Protezione Civile (1991–1992) |
| Antonio Lazzaro Volpinari | PSS        | 19. März 1992             | 28. März 2000               | + Dicasterio per la Protezione Civile |
| Francesca Michelotti      | PPDS–IM–CD | 28. März 2000             | 12. Juli 2001               | + Dicasterio per la Giustizia |
| Fiorenzo Stolfi           | PSS        | 12. Juli 2001             | 20. Mai 2002                | + Dicasteri per le Poste e Telecommunicazione e la Protezione Civile |
| Pier Marino Mularoni      | PDCS       | 20. Mai 2002              | 25. Juni 2002               | + Dicasteri per la Protezione Civile e la Programmazione Economica |
| Emma Rossi                | PdD        | 25. Juni 2002             | 16. Dezember 2002           | + Dicasteri per le Poste e Telecommunicazione e la Protezione Civile |
| Loris Francini            | PDCS       | 16. Dezember 2002         | 27. Januar 2005             | + Dicasterio per la Protezione Civile (2002–2003) + Dicasteri per la Protezione Civile e i Rapporti con le Giunte di Castello (2003–2005)                                                                                             |
| Pier Marino Mularoni      | PDCS       | 27. Januar 2005           | 16. Februar 2005            | kommissarisch + Dicasteri per la Protezione Civile e i Rapporti con le Giunte di Castello (2003–2005) |
| Giovanni Lonfernini       | PDCS       | 16. Februar 2005          | 21. Februar 2005            | + Dicasteri per la Protezione Civile e i Rapporti con le Giunte di Castello (2003–2005) |
| Rosa Zafferani            | PDCS       | 21. Februar 2005          | 27. Juli 2006               | + Dicasterio per la Pubblica Istruzione e l’Università |
| Valeria Ciavatta          | AP         | 27. Juli 2006             | 05. Dezember 2012           | + Dicasterio per la Protezione Civile e l’Attuazione del Programma (2006–2008) + Dicasterio per la Protezione Civile (2008–2012) |
| Gian Carlo Venturini      | PDCS       | 05. Dezember 2012         | 27. Dezember 2016           | + Dicasteri per la Funzione Pubblica, la Giustizia e i Rapporti con le Giunte di Castello |
| Guerrino Zanotti          | SSD        | 27. Dezember 2016         | amtierend                   | + Dicasteri per la Funzione Pubblica, Rapporti con le Giunte, Semplificazione Normativa ed Affari Istituzionali |

Mitunter übernimmt der Innenminister auch weitere Ressorts (Dicasteri). Diese werden in der Kommentarspalte angegeben.

## Parteien
| AP         | Alleanza Popolare                                                                      |
| APS        | Alleanza Popolare Sammarinese                                                          |
| CdL        | Comitato della Libertà                                                                 |
| PCS        | Partito Comunista Sammarinese                                                          |
| PDCS       | Partito Democratico Cristiano Sammarinese                                              |
| PdD        | Partito dei Democratici                                                                |
| PFS        | Partito Fascista Sammarinese                                                           |
| PPDS–IM–CD | Partito Progressista Democratico Sammarinese–Idee in Movimento–Convenzione Democratica |
| PSDIS      | Partito Socialista Democratico Sammarinese                                             |
| PSS        | Partito Socialista Sammarinese                                                         |
| SSD        | Sinistra Socialista Democratica                                                        |